# Patrick Corbin
Pour les articles homonymes, voir Corbin.
Patrick Corbin (né le 19 juillet 1989 à Clay, New York, États-Unis) est un lanceur gaucher des Ligues majeures de baseball jouant avec les Nationals de Washington.
Joueur invité pour la première fois au match des étoiles en 2013, Corbin ne joue pas en 2014 à la suite d'une opération au coude gauche.

## Carrière
Patrick Corbin est un choix de deuxième ronde des Angels de Los Angeles en 2009. Alors qu'il évolue en ligues mineures, il est échangé aux Diamondbacks de l'Arizona le 25 juillet 2010 en compagnie des lanceurs gauchers Joe Saunders et Tyler Skaggs et du droitier Rafael Rodriguez dans la transaction qui envoie chez les Angels le lanceur droitier Dan Haren.
Corbin fait ses débuts dans le baseball majeur avec Arizona le 30 avril 2012 comme lanceur partant et il remporte la victoire face aux Marlins de Miami. Il complète sa première saison avec 6 victoires, 8 défaites et un sauvetage en 17 départs et 5 apparitions en relève. Sa moyenne de points mérités s'élève à 4,54 en 107 manches lancées.
Intégré à la rotation de lanceurs partants des Diamonbacks au début de leur saison 2013, Corbin s'impose rapidement en gardant sa moyenne très basse et en remportant ses 9 premières décisions. Il est élu meilleur lanceur du mois de mai dans la Ligue nationale avec une moyenne de points mérités de 1,53 en 35 manches et un tiers lancées et 5 victoires en autant de rencontres.
Il est invité au match des étoiles en 2013 alors qu'il s'impose comme un lanceur de qualité dans la rotation des D-backs. En 32 départs, il remporte 14 parties contre 8 défaites, avec une moyenne de points mérités de 3,41 en 208 manches et un tiers de travail. Des lanceurs partants du club, il est celui qui compte la meilleure moyenne, le plus grand nombre de victoires, de manches lancées et de retraits sur des prises (178).
Initialement choisi comme lanceur partant des Diamondbacks pour leur match d'ouverture de la saison 2014 en Australie, il éprouve des douleurs au coude et est remplacé par son coéquipier Wade Miley. Quelques jours plus tard, il subit une opération pour réparer le ligament collatéral ulnaire de son coude gauche, mettant fin à sa saison 2014 avant même qu'elle ne commence.
Il signera avec les Nationals de Washington en 2018.